# 24214 Джонкрісто
24214 Джонкрісто (24214 Jonchristo) — астероїд головного поясу, відкритий 7 грудня 1999 року.
Тіссеранів параметр щодо Юпітера — 3,230.